# Пельтан, Камилл
Шарль Ками́лль Пельта́н (фр. Charles Camille Pelletan; 28 июня 1846, Париж — 4 июня 1915, там же) — французский политический деятель, журналист и писатель. С 1881 года крайний левый депутат, деятель левого крыла созданной в 1902 году Республиканской партии радикалов и радикал-социалистов, в 1902—1905 годах морской министр. Сын Эжена Пельтана (1813—1884).

## Деятельность
В последние годы Второй империи начал писать публицистические статьи в радикальном духе. В 1880 году основал вместе с Клемансо газету «La Justice», был её редактором.
С 1881 года член палаты депутатов, где принадлежал к крайней левой партии. В 1893 году Пельтан оставался самым видным членом и вождем той группы, которой прежде руководил Клемансо; считался одним из лучших финансистов палаты. Активно выступал в защиту Дрейфуса.
Был морским министром в радикальном кабинете Комба (1902—05); подвергался ожесточенным нападкам националистов и радикалов-диссидентов (например, Ланессана) за то, что главное внимание обращал не на увеличение числа броненосцев и крейсеров, а на развитие миноносного флота, которому он придавал особенное и, как доказал опыт японско-русской войны, преувеличенное значение. Нападали на него также и за то, что он проводил во флоте республиканскую политику и симпатизировал бастующим морякам во время всеобщей забастовки в Марселе 1904 года.
Имя Камилла Пельтана в 1934 году носил левый откол от Республиканская партия радикалов и радикал-социалистов.

## Издания
Главные его труды:
- «Le théâtre de Versailles» (отчеты о заседаниях Национального собрания, П., 1876),
- «Questions d’histoire; le Comité central et la commune» (1879),
- «La semaine de mai» (1880, 3 изд. 1894),
- «Les guerres de la Révolution» (1884, 2 изд., 1894),
- «G. Clémenceau» (1883),
- «De 1815 à nos jours» (краткий учебник новейшей истории Франции от Ватерлоо до 1889 г.; год издания не обозначен).